# Bielsko

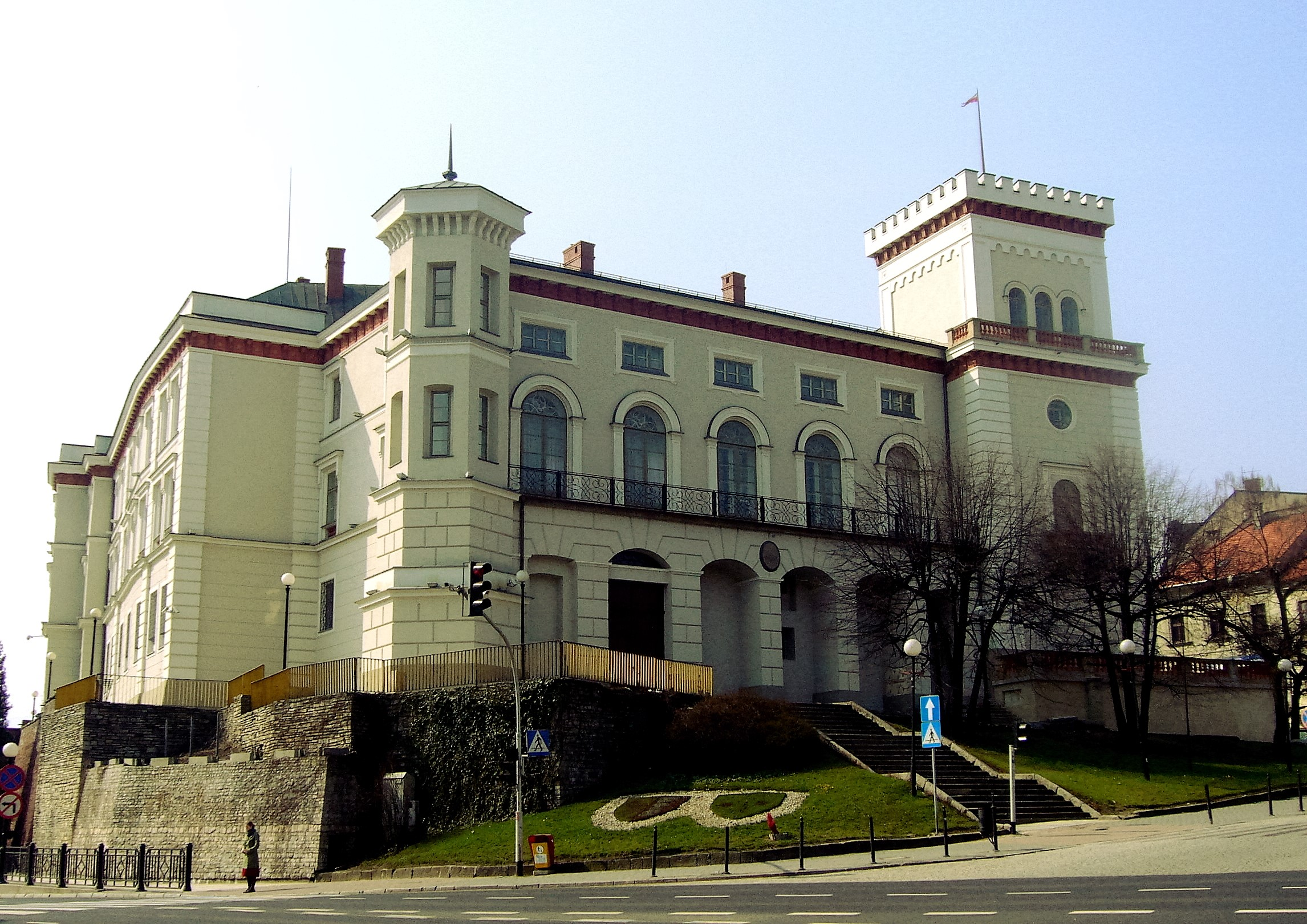
Castillo familiar de Sułkowski en Bielsko.

Bielsko [ˈbjɛlskɔ] (en alemán: Bielitz, en checo: Bílsko) fue hasta 1950 una ciudad independiente situada en la Silesia de Cieszyn (Polonia). En 1951 se unió a Biała Krakowska para formar la nueva ciudad de Bielsko-Biała, de la que Bielsko constituye la parte occidental.
Bielsko fue fundado por los duques piastas de Teschen a finales del siglo XIII en las tierras de un pueblo que posteriormente se llamaría Stare Bielsko (Viejo Bielsko), sobre el Río Biała. Su primera mención fue en un documento escrito en 1312. Fue habitado por alemanes y se convirtió en el principal centro de habla alemana (Deutsche Sprachinsel Bielitz) del Ducado de Teschen, y permaneció así hasta el final de la Segunda Guerra Mundial. En 1572 obtuvo su autonomía como el Ducado (Estado) de Bielsko. En el siglo XVIII tuvo lugar un rápido desarrollo de la industria textil, y a principios del siglo XIX más de 500 tejedores trabajaban en la ciudad. Después de la división en 1920 de la Silesia de Cieszyn entre Polonia y Checoslovaquia, Bielsko, a pesar de las protestas de su población germanoparlante, pasó a formar parte de Polonia.
Según el censo austriaco de 1910 la ciudad tenía 18.568 habitantes. El censo incluía una pregunta sobre la lengua nativa, y la población se dividía en 15.144 (84,3%) germanoparlantes, 2.568 (14,3%) polacoparlantes y 136 (0,7%) checoparlantes. A los judíos no les estaba permitido responder «yidis», y la mayoría declaró que su lengua nativa era el alemán. Los grupos religiosos más numerosos eran los católicos  con 10.378 (55,9%), seguidos por los protestantes con 4.955 (26,7%) y los judíos con 3.024 (16,3%). Los judíos fueron prácticamente exterminados por los nazis durante la Segunda Guerra Mundial, y la población alemana fue expulsada después de la guerra.

## Deporte
En bielsko existe un equipo de fútbol que es el Podbeskidzie Bielsko-Biała que en la Ekstraklasa 2020-21 quedó último y descendió a la II Liga. Su estadio es el Estadio Municipal de Bielsko-Biała con capacidad para 6,962 espectadores.